# Colección de cerámica griega del Museo Arqueológico Nacional (España)

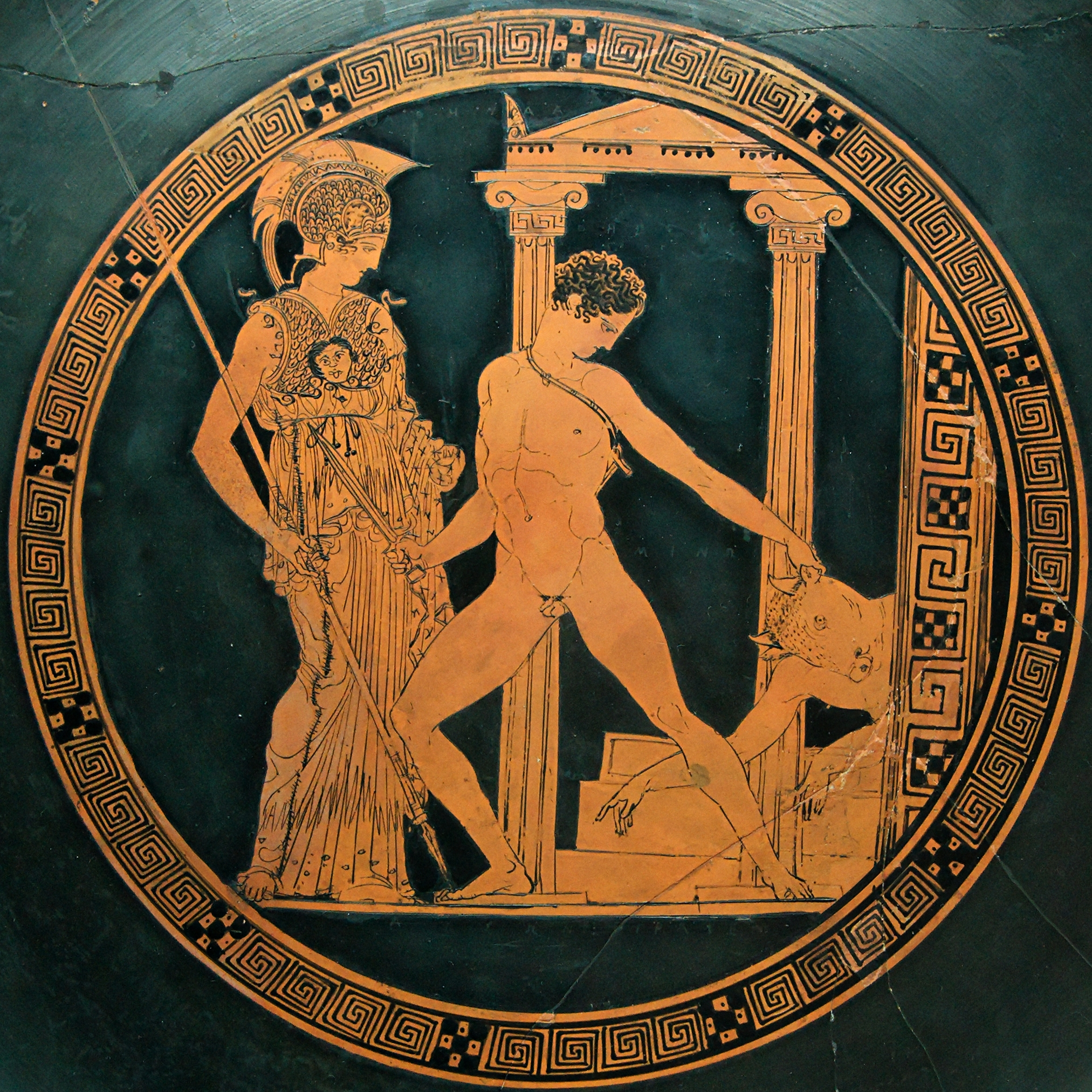
La Copa de Esón, considerada la obra más destacada de la colección.

La colección de cerámica griega del Museo Arqueológico Nacional (España) es la más sobresaliente de la institución entre las de arqueología no española. Incluye tanto terracotas, más de un millar; como vasos, uno de los mejores conjuntos de Europa. Constituye además el grueso de los fondos de la colección de Grecia de la institución.

## Historia

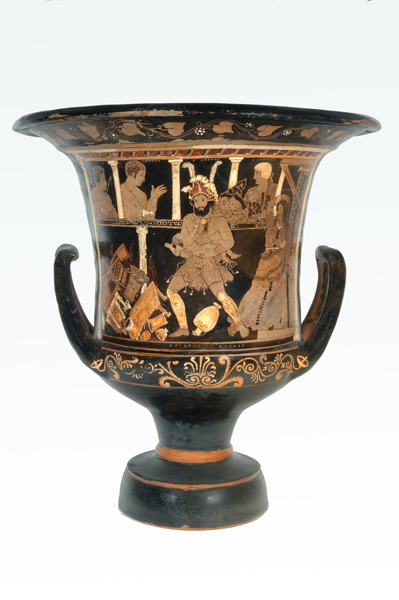
Crátera de la locura de Heracles, del pintor Asteas, 350-320 a. C. Una de las piezas capitales ingresadas gracias a la compra de la colección de arqueología del marqués de Salamanca.

El Museo Arqueológico Nacional contó desde sus inicios con cerámicas griegas, recibidas del Museo de Medallas y Antigüedades de la Biblioteca Nacional, y del Museo Nacional de Ciencias Naturales, el cual a su vez las había recepcionado de su antecesor, el Real Gabinete de Historia Natural. Del primero ingresaron concretamente catorce vasos, cuatro de ellos áticos y el resto suritálicos. Por su parte, las piezas recibidas del Museo de Ciencias Naturales fueron cincuenta y dos vasos, la mayoría italo-griegos. Tanto los fondos del Museo de Medallas y Antigüedades como parte de los del Real Gabinete (el resto habían sido aportados por su fundador, Pedro Franco Dávila) procedían en último término de la Colección Real, a la que habían llegado principalmente gracias a adquisiciones de Carlos III y Carlos IV. Originario de la Colección Real ingresó también, pero ya en 1920, otro lote que había sido enviado al Museo del Prado y que formó parte de una permuta entre el MAN y aquel museo. Este conjunto estaba compuesto por cincuenta y tres vasos griegos, veintisiete de ellos suritálicos. Completó los fondos fundacionales un único vaso ático recibido de la Escuela Superior de Diplomática.
A las colecciones fundacionales se sumó en 1871 un importante conjunto de terracotas, ochenta y ocho vasos áticos y treinta chipriotas, reunido por la Comisión Científica de Oriente, que desarrolló su labor durante la expedición al Mediterráneo oriental que realizó ese año la fragata Arapiles.
Pero el gran impulso fue la compra en 1874 de la colección de arqueología del marqués de Salamanca, la más importante colección particular española decimonónica en este ámbito, que incluía novecientos cuarenta y cuatro vasos griegos, principalmente cerámicas de figuras rojas de manufactura ática y magnogriega. Entre las numerosas obras maestras que aportó se encontraban la Copa de Esón, el Ánfora bilingüe, de Andócides y Psiax, y la Crátera de la locura de Heracles, de Asteas.
Por otro lado, en 1876 el Estado compró la colección de Tomás Asensi, en la que figuraban ciento treinta y siete terracotas y doscientos ochenta y siete vasos. Además, en 1900 se recibió la donación del anticuario alemán afincado en España Theodor Stützel, que incluía terracotas y veintidós vasos.
Otro hito fue la compra en 1999 de la colección Várez Fisa de arqueología. De las ciento ochenta y una obras, más de un centenar eran vasos griegos, de primer nivel y de hecho superiores en calidad a gran parte de las colecciones preexistentes en el museo.
A las colecciones mencionadas hay que sumar las adquisiciones puntuales, ingresadas a través de algunos legados y donaciones, pero sobre todo de compras en el mercado anticuario y en subastas.

## Obras

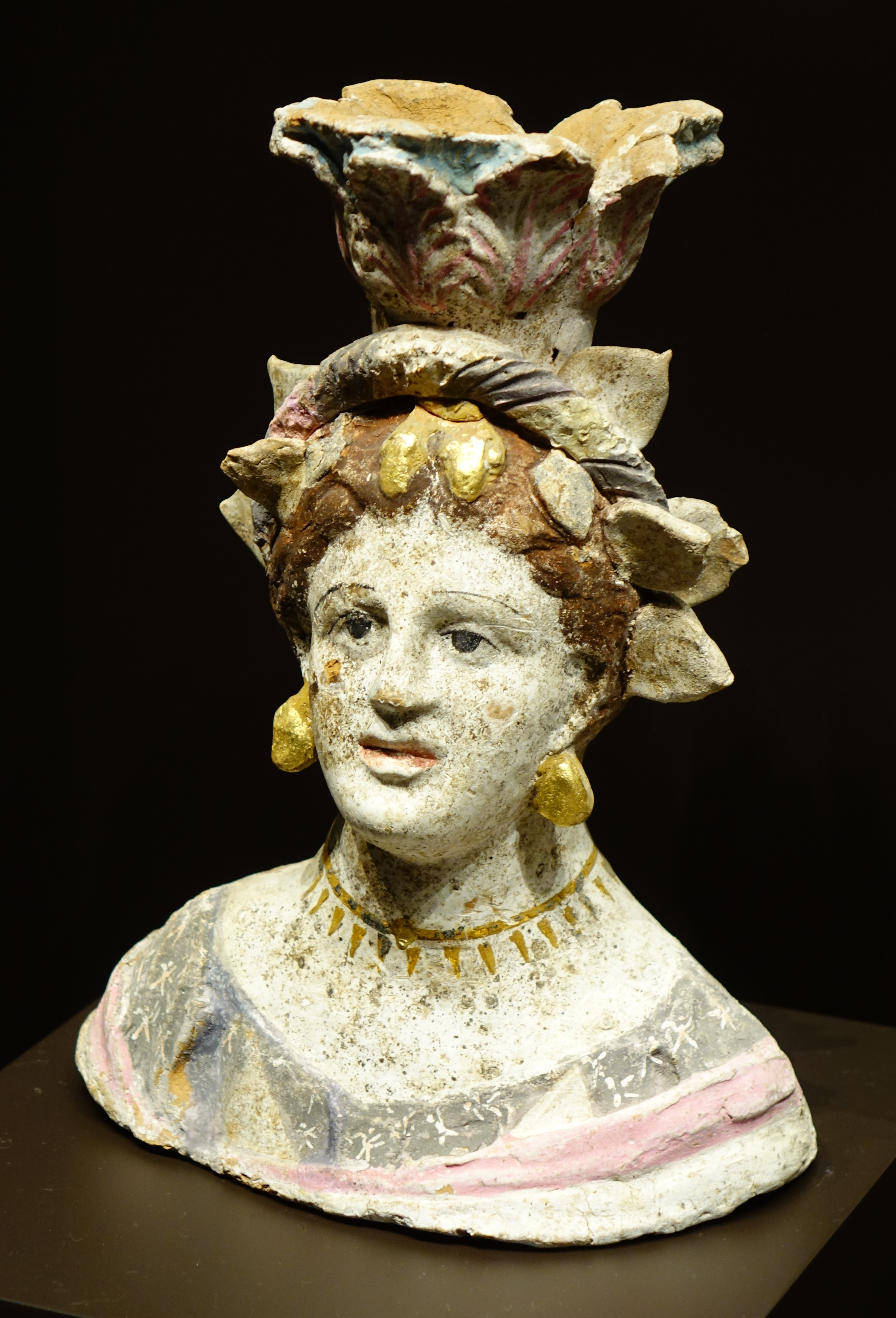
Mujer engalanada, El estado de conservación de la policromía de esta muestra de la coroplástica canosina es excepcional.

Las más numerosas de estas piezas son las de origen suritálico, aunque también hay obras procedentes de la Grecia continental e insular y de las polis griegas de Asia Menor. Cronológicamente abarcan desde el siglo XVI a. C., en el período micénico, hasta el siglo III a. C., en el helenístico.
Entre las obras más destacadas figura el Ánfora bilingüe, elaborada hacia 510 a. C. por el ceramista Andócides, en cuyo taller se considera que se inventó la técnica de figuras rojas, por el Pintor de Andócides; y el pintor Psiax. En los inicios de esta técnica se realizó una pequeña cantidad de vasos que la combinaban con la de figuras negras, con una cara ejecutada en la nueva técnica y la opuesta en la antigua, de ahí su denominación de «vasos bilingües».
Muy importante es también el Ánfora de Orfeo en los Infiernos, comprada en 2015. Obra del Pintor de Baltimore, uno de los mejores activos en Apulia en el último cuarto del siglo IV a. C., es una pieza extraordinaria, ya que a su calidad y buen estado de conservación une su rareza iconográfica, puesto que el tema representado, Orfeo tañendo su cítara en presencia de Hades y Perséfone, los dioses del inframundo griego, solo figura en una docena de vasos magnogriegos conocidos. El museo cuenta además con tres obras pintadas por miembros de su taller: una crátera (1998/92/1), un lutróforo (1998/92/2) y un ascos (1999/99/134).
Por su parte, la Crátera de la locura de Heracles (350-320 a. C.) está considerada una obra maestra de la pintura vascular suritálica. Su autor fue Asteas, el más destacado pintor de la colonia griega de Poseidonia, luego llamada Paestum.